# Gidai Erzsébet

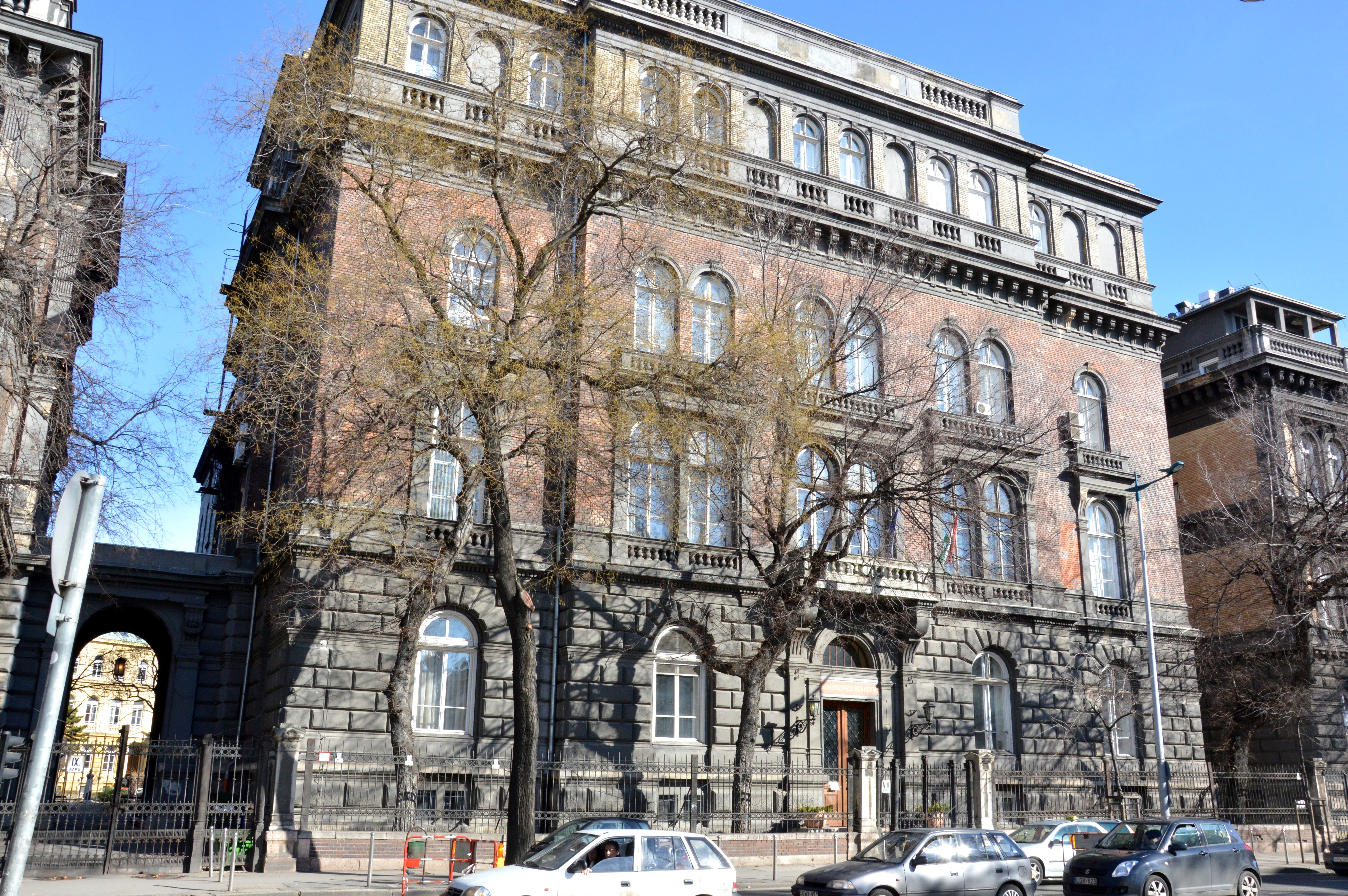
1963-1983 között a Semmelweis Egyetemen tanított

Gidai Erzsébet (Budapest, 1940 május 22. – 2008. augusztus 19.) közgazdász, egyetemi tanár, a Nyugat-Magyarországi Egyetem Közgazdaságtudományi Karának alapító dékánja, a MIÉP volt országgyűlési képviselője, a Nemzeti Demokrata Szövetség alapító tagja, a közgazdaságtudományok akadémiai doktora (1988).

## Életrajz
Édesanyja Radnó Erzsébet háztartásbeli, édesapja Gidai Gyula önálló cipészmester volt jól bejáratott cipészműhellyel a budapesti Falk Miksa utcában. Öt gyermeket neveltek fel, mindannyian diplomát szereztek. Gyula bátyja volt a legidősebb, ő szintén közgazdász lett. Katalin húga gyógyszerész, Attila és János öccsei pedig mindketten villamosmérnökök. A Rákosi-korszakban, 1951-ben a cipészműhelyt államosították, lakásukat kisajátították, és az egész családot a Fejér megyei Kulcs község egyik présházába telepítették ki. Apjuk ezután Sztálinváros építkezésén lett segédmunkás, és javította a helybeliek lábbelijét. A családot a Rácalmáson élő anyai nagyapa segítette.
Gyermekéveit és fiatalkorát Kulcson töltötte (Fejér megye). Középiskolai tanulmányait Debrecenbenfolytatta, majd a Marx Károly Közgazdaságtudományi Egyetem Pénzügy Szakán tanult, ahol 1962-ben okleveles közgazdászként gazdaságmatematikából szerzett diplomát. Emellett okleveles pszichológus végzettséget is szerzett 1969-ben az Eötvös Loránd Tudományegyetem Bölcsészettudományi Karán. Doktori védésére 1966-ban került sor, kandidátusi disszertációját pedig 1975-ben védte meg Berlinben. Az MTA doktora fokozatot 1988-ban szerezte meg. 1994-ben akadémiai levelező tagságra ajánlották. 1996. július 1-jétől a Soproni Egyetem Közgazdasági Intézetének egyetemi tanáraként működött. 
Férje: Dr Selyem Zsombor, sebész orvos (1947-1991) Gyermekek neve: Réka (1978) és Zsombor (1980).
1963-tól a Semmelweis Orvostudományi Egyetemen egyetemi oktatóként dolgozott, majd 1983-ban a Társadalomtudományi Intézetben tudományos osztályvezetőként, majd egyetemi docensként folytatta tudományos tevékenységét. 1989-től 1991-ig a Szakszervezetek Gazdaság- és Társadalomkutató Intézetének igazgatója, majd 1991-től a Társadalomkutató és Előrejelző Intézet vezetője. 1996-tól a Közgazdasági Intézet, majd 1999 szeptemberétől a Gazdálkodási Szak vezetője. 2000 és 2006 között a Közgazdaságtudományi Kar alapító dékánja volt és a Közgazdaságtudományi Intézet igazgatója. 2001-ben akkreditált Széchenyi István Doktori Iskola vezetője volt egészen haláláig. Az egyetemen magyar és német nyelven egyaránt oktatott. 

## Fő szakterületei
Elsősorban a jövőkutatás területén alkotott maradandót. Az MTA Jövőkutatási Bizottságnak kezdetektől tagja volt. 1988-1999 között a Jövőkutatási Bizottság elnöki tisztét is betöltötte. Nevéhez fűződik két hazai jövőkutatási konferencia sikeres megrendezése. Kezdeményezője volt az 1987-ben megrendezett Európai Regionális Konferenciának (The Future of Technology and Its Social Impacts). 1990-ben több száz résztvevős Jövőkutatási Világkonferenciát szervezett Budapesten. 
A Mi a jövőkutatás? című könyve (Kossuth 1974) hazánkban az elsők között mutatta be a jövőkutatást mint tudományt. A Methodological Experiences of Future Research in Hungary című, Besenyei Lajos és Nováky Erzsébet társszerzőkkel írt tanulmányával a Future Research in Hungary c. tanulmánykötet (Akadémiai Kiadó 1983) egyik szerzője. Érdeklődési területe volt még a magyar gazdaság elemzése, elsősorban az eladósodás, a privatizáció, a megélhetési feltételek alakulásnak vizsgálata, továbbá a szocio-ökonómiai folyamatok és a közszektor (oktatás, egészségügy) kölcsönkapcsolatának vizsgálata és előrejelzése, a várható tendenciák és jövőképek kimunkálása. 
Összes tudományos közleményének és alkotásainak független idézettségi száma: 122. A Pénzügyi Szemle szerkesztőbizottsági tagja volt, továbbá a Gazdaság és Társadalom folyóirat szerkesztőbizottságának vezetője. 1995-1998: MTA közgyűlési képviselő. 1986-1996: MTA TMB Közgazdasági Szakbizottság tagja. 1988–1993: A World Futures Studies Federation Európai Tagozatának elnöke. Gidai Erzsébet. Személyi adatlapja.

## Kitüntetések, díjak
- 1972 Akadémiai Díj
- 1979–1986 Felsőoktatás Kiváló Dolgozója
- 1983 Munkaérdemrend arany fokozat
- 1986 Társasági Munkáért arany fokozat
- 1994 Magyar Szellemi Védegylet „Rendületlenül” oklevél
- 2005 Nyugat-magyarországi Egyetem Kiváló Oktatója
- Miskolci Egyetem „Signum Aurem Universitatis” elismerés
- Nyugat-magyarországi Egyetem emlékérem
- Széchenyi István emlékérem
- 2008 Civitas Fidelissima-díj (posztumusz)[2]

## Fontosabb publikációi
- A gazdasági prognosztizálás alapelvei, felhasználási lehetőségei és módszerei; Országos Vezetőképző Központ, Bp., 1971
- Mi a jövőkutatás? Kossuth Könyvkiadó, Budapest, 1974, 213 p.
- Gidai Erzsébet–Jávor Gyula: Politikai gazdaságtan 2.; Orvostudományi Egyetem, Bp., 1976
- Besenyei Lajos – Gidai Erzsébet – Nováky Erzsébet: Jövőkutatás, előrejelzés a gyakorlatban. Közgazdasági és Jogi Könyvkiadó, Budapest, 1977, 290 p.
- Gidai Erzsébet–Rathmanné Tury Mária–Ruff Mihály: A Német Demokratikus Köztársaság a szocializmus útján; Kossuth, Bp., 1979
- Besenyei Lajos – Gidai Erzsébet – Nováky Erzsébet: Előrejelzés – Megbízhatóság – Valóság. Közgazdasági és Jogi Könyvkiadó, Budapest, 1982, 215 p.
- Diczig I. – Besenyei L. – Gidai E. – Kránitz M. – Nováky E.: A népgazdaság és a társadalmi tulajdon elleni bűnözés előrejelzése az 1978-1990 közötti évekre. BM Kiadó, Budapest, 1982. 163 p.
- Besenyei Lajos – Gidai Erzsébet – Nováky Erzsébet: Methodological experiences of future research in Hungary. In: Bóna, E; Gábor, É; Sárkány, P (szerk.): Future research in Hungary. Akadémiai Kiadó, Budapest, 1983. pp. 103-134., 32 p.
- Kovács János–Malatinszky Istvánné–Gidai Erzsébet–Vukovich Gabriella: Oktatás, szabályozás, szelektivitás; MTA Közgazdaságtudományi Intézet, Bp., 1987 (Tanulmányok a gazdaság irányításáról és szervezetéről)
- Jövőalternatívák. A társadalmi-gazdasági fejlődés előrejelzésének lehetőségei. Akadémiai Kiadó, Budapest, 1990. 193 p.
- Gazdasági túlélésünk esélyei és az adósság ára. Püski Kiadó Kft. Budapest, 1996
- Gazdaság, oktatás, kutatás; szerk. Gidai Erzsébet; Akadémiai, Bp., 1997
- Gidai Erzsébet – Tóth Attiláné: Bevezetés a jövőkutatás elméleti és módszertani kérdéseibe. Arisztotelész Stúdium Bt, 2001, 146 p.
- Gidai Erzsébet – Besenyei Lajos – Nováky Erzsébet: Az MTA IX. Osztály Jövőkutatási Bizottságának 30 éves múltja és jövője. In: Kristóf, Tamás; Tóth, Attiláné (szerk.) „Globális és hazai problémák tegnaptól holnapig”: VI. Magyar (Jubileumi) Jövőkutatási Konferencia: 30 éves az MTA IX. Osztály Jövőkutatási Bizottsága: [Győr, 2006. október 6-7.]: [Konferenciakötet] Budapest, Arisztotelész Stúdium Bt., 2006. pp. 6-10., 5 p.

## Politikai pályája
1991-ben részt vett a Nemzeti Demokrata Szövetség megalapításában.
1998 és 2002 között a MIÉP országgyűlési képviselője volt. Bár 2002-ben az FKgP országos listájának 5. helyén állt, ám a párt már nem jutott be a Parlamentbe. Politikai és közéleti szerepvállalása során kiemelt fontossággal küzdött Magyarország eladósításának felülvizsgálatáért és megszüntetéséért.